# Juni Kokuki
Los Doce Reinos (十二国記 Jūni Kokuki?, lit. Los doce reinos), también conocido como The Twelve Kingdoms o 12 Kokki, es una serie de once novelas de fantasía escritas por Fuyumi Ono e ilustradas por Akihiro Yamada que posteriormente fueron adaptados a una serie de anime de 45 episodios producidas por Studio Pierrot en 2002. La historia se basa libremente en la mitología y el sistema chino antiguo, en un mundo influenciado por la Dinastía Han.
En España, la serie animada se ha emitido por diferentes cadenas autonómicas y en Buzz y fue editada en DVD por Suevia Films. Para Latinoamérica, la serie fue transmitida por Animax y posteriormente en Sony Spin hasta principios de marzo de 2012, finalizando su emisión con la eliminación de series Anime de madrugada transmitidas en su momento.

## Argumento

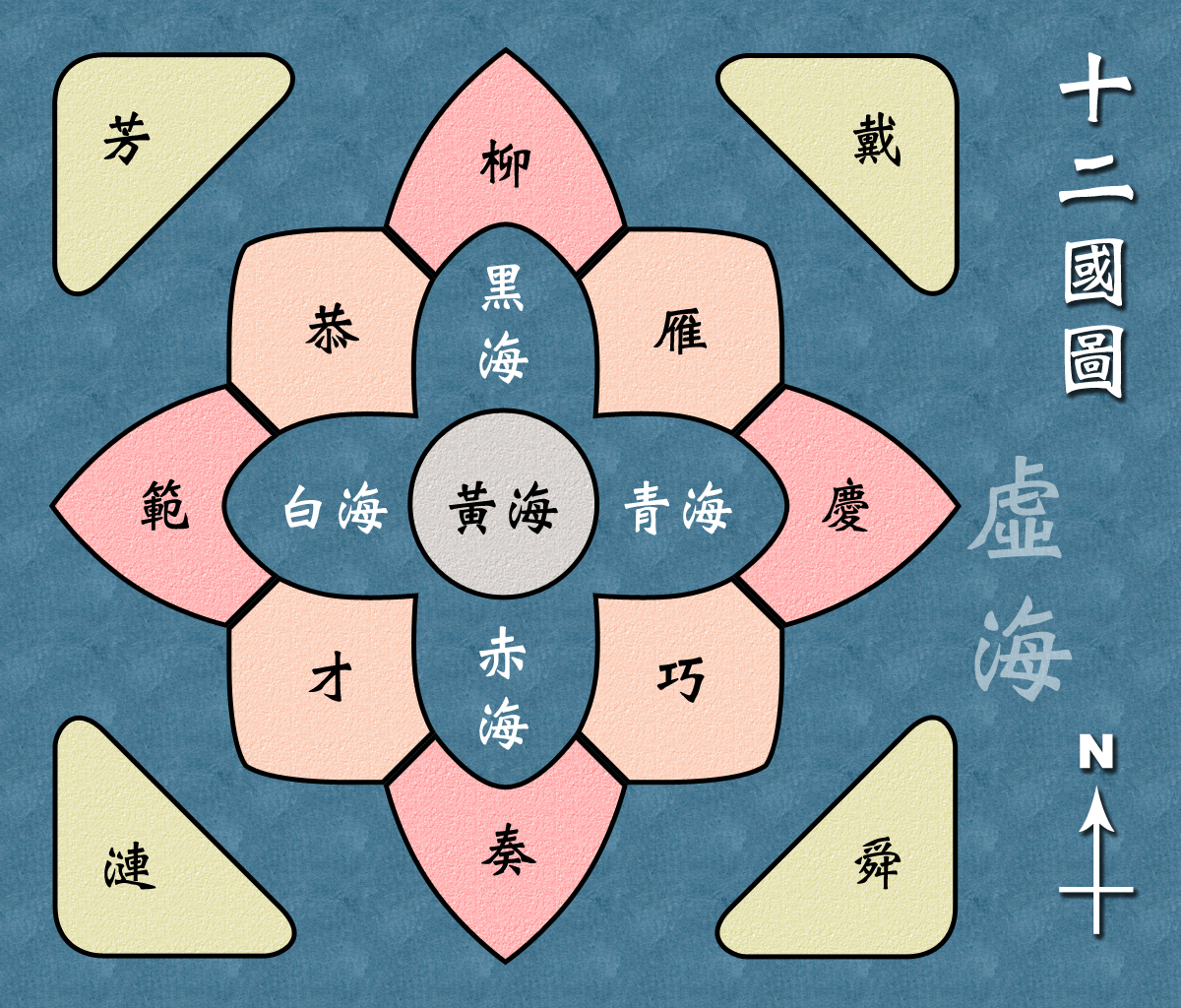
Mapa del mundo de The Twelve Kingdoms

La historia de las novelas se centra inicialmente en una chica japonesa llamada Yōko Nakajima, que es transportada repentinamente a otro mundo y acaba descubriendo que es la elegida del cielo para convertirse en la soberana del reino de Kei, uno de los doce reinos que componen este nuevo y extraño mundo muy similar al Asia antigua donde gobierna la voluntad del cielo y la magia; posteriormente la saga trata las historias de otros protagonistas y personajes de diferentes reinos, todos contemporáneos a Yōko, y los problemas que deben resolver o sobrellevar. Esta novela, así el anime, sigue el patrón general del Camino del héroe.
Al contrario que en obras como Fushigi Yūgi, no se trata de una obra romántica, sino que narra el desarrollo de héroes y heroínas, como Yōko, describiendo cómo encuentra un lugar propio en ese extraño nuevo mundo y centrándose más en conceptos tales como la moral del gobernante, el poder de las clases sociales y el conflicto del individuo contra el destino que le ha sido preparado de antemano.

## Personajes
Yōko Nakajima (中嶋 陽子 Nakajima Yōko?)
Voz por: Aya Hisakawa
Yōko tenía 16 años y vivía una vida bastante ordinaria como estudiante de honor en Japón, su preocupación principal es su pelo naturalmente rojo que le acarrea la discriminación de sus compañeros. Un día en la escuela, un hombre llamado Keiki apareció y se arrodilló repentinamente a sus pies, jurándole lealtad y protección. La escuela entonces fue atacada por monstruosos pájaros gigantes, por lo que aceptó su protección. Él le dio una espada y la transportó a ella y a dos de sus compañeros de clase al reino de Kou (solo a ella en la novela). Allí descubre que realmente es un habitante de ese reino que fue a parar a la Tierra y además es la elegida para el trono del reino de Kei y aunque al principio se siente débil, acepta la posición y con el desarrollo de la historia va creciendo su seguridad. Entre los obstáculos a los que hizo frente estaba el rey de Kou, que utilizó a su compañera Sujimoto en un esfuerzo para evitar que ocupara el trono. Al final de la historia, ya designada como la nueva reina, Yōko debió lidiar con varios problemas en su reino, incluyendo una rebelión en la provincia de Wa o el no ser vista como una figura de autoridad por los ministros de la corte.
Su apodo es “Sekishi” (Bebé rojo), por su brillante cabello pelirrojo; debido a su origen, en ocasiones la gente la llama "La reina kaikyaku", aunque estrictamente hablando ella es un Taika.
A pesar de ser un personaje débil al comienzo, va creciendo a través de los episodios (especialmente alrededor del episodio 5) en fuerza y madurez, hasta llegar a ser simpática con la gente de su alrededor. Sin embargo, medita demasiado cada vez que va a tomar una decisión sobre sus acciones (especialmente como reina) y continúa haciéndolo casi hasta el final de la serie.
Keiki (景麒?)
Voz por: Takehito Koyasu
Keiki es un kirin y el Saiho de Kei. Él entró en contacto con Yōko en Japón y la llevó a los doce reinos, aunque fueron separados. Luego cayó bajo un hechizo del Saiho de Kou y fue forzado a aparecer acompañando a una usurpadora del trono de Kei para que así se le creyera legítima. Como todo kirin posee cabello dorado y una inmortalidad que durará tanto como la vida de su rey, Keiki aborrece la violencia, prefiere resoluciones pacíficas; al ver u oler la sangre puede enfermar o desmayar ya que, como todo Kirin, al ser un ser puro enviado del cielo la corrupción lo debilita. Keiki aparece como un personaje muy reservado y frío, no obstante le importan ciertas personas. Tiene un cariño especial por Taiki, otro kirin.
Keiki es una curiosa excepción entre los demás Kirin, ya que estos usualmente nacen para servir a un gobernante y mueren junto con ellos, pero la actitud incompetente y trastornada de su reina original, que se había obsesionado con enamorarlo y no mostraba interés en gobernar, lo hicieron contraer el Shitsudō, por lo que ella para salvarlo decidió abdicar y suicidarse, esto le permitió a Keiki recuperarse y buscar un nuevo soberano a quien encomendar el reino.
Rakushun (楽俊?)
Voz por: Kenichi Suzumura
Rakushun es un hanjyuku (mitad bestia) con forma de rata. Aunque Yōko inicialmente desconfía de él, hacen buenos amigos después que este le enseña algunas habilidades y conocimientos esenciales sobre la vida y la hace comprender con su amabilidad que no todos los que conocerá allí son sus enemigos.
Rakushun está orgulloso de ser un hanjyuku y prefiere usar este cuerpo al punto que se siente incómodo en su forma humana ya que rara vez la usa, también le trae problemas en Kou, su tierra natal, donde son discriminados y no se reconocen sus derechos ni los de los kaikyaku; Yōko descubrió que podía aparecer como ser humano siendo en realidad un apuesto joven de 20 años.
Es muy inteligente, bien informado y finalmente se inscribe en el Daigaku del reino de En, donde destaca como alumno y escritor por su impresionante inteligencia. En el último capítulo, Rakushun es transferido al Daigaku de Kei, ya que Yōko desea tenerlo cerca.
Shōryū (尚隆 Shōryū?)
Voz por: Masaki Aizawa
Sohryu es el rey de En. Como Yōko, Sohryu es un taika de la época del Japón feudal. Ha gobernado En desde hace aproximadamente 500 años y aunque piensa en sí mismo como un noble de nacimiento en ambos mundos no tiene una actitud despótica o impositiva, ya que desde su perspectiva la labor de un regente es proteger a sus súbditos y al territorio y asegura un gobernante que no tenga gente o tierras a quienes procurar prosperidad pierde su motivo para vivir. En este mundo era el líder de un pequeño y humilde clan samurái; cuando perdieron la guerra decidió quedarse para ser ejecutado por sus enemigos mientras su gente evacuaba la región, sin embargo contra sus órdenes los aldeanos decidieron regresar y pelear y aunque fueron masacrados murieron felices de no haber abandonado a su amado señor. Justo antes de morir Enki lo salvó y ofreció la oportunidad de gobernar el reino de En, cosa que aceptó pues consideraba que la masacre de su clan era su fracaso, aceptando ser rey no para dominar sino para cuidar el país.
Aunque originalmente el reino estaba en condiciones terribles, su gobierno de 500 años ha conducido a la nación a una era extremadamente tranquila y próspera (la abundancia y paz de los reinos es proporcional a la honestidad y rectitud del rey) a pesar de que su reino no posee riquezas ni recursos más allá de la agricultura. Sohryu ayuda a Yōko dándole un ejército para volver a tomar el reino de Kei y rescatar a Keiki. Como compañero taika, Sohryu siente que él debe ayudar a Yōko en su nueva vida.
En general detesta el protocolo y la etiqueta, prefiriendo escapar a los prostíbulos de incógnito, pero nunca ha ignorado su reino aunque así se vea, dando siempre órdenes y soluciones que aunque inicialmente no lo parecen, con el tiempo alcanzan un bien social mayor.
Rokuta
Voz por: Kappei Yamaguchi
Taika del Japón antiguo y kirin de En (o Enki). Su nyokai lo encontró después que sus padres lo abandonaran siendo casi un niño en medio de la guerra en el Japón feudal para que muriera en la montaña. Por su trágico pasado en Japón originalmente sentía que los humanos no podían gobernar un reino correctamente y era renuente a elegir a un nuevo rey, asegurando que los gobernantes eran culpables del sufrimiento del pueblo y que destruían el reino, por ello estaba dejando morir el reino (cuando un reino carece de monarca es presa de monstruos, catástrofes y hambre), razonando que esto era mejor a dejar que fuera destruido.
Accidentalmente cruzó hasta el Japón Feudal siendo acogido en el clan de Sohryu y se sorprendió al conocer un líder que anteponía el bienestar de sus súbditos a su seguridad entregándose a sus enemigos para ser ejecutado a cambio de la seguridad de su gente y como estos (soldados tanto como campesinos) prefirieron morir intentando rescatarlo; por ello el joven kirin aceptó que Shoryu merecía de verdad ser rey de En. Asistió a Yōko en su viaje a Kei y ayudó al Taiho de Tai. Es normal que viaje continuamente a Hourai (este mundo) buscando al Kirin Taiki, quien está extraviado y por quien siente gran aprecio, siendo uno de estos viajes donde encontraría a Yoko y se lo informaría a Keiki para que la llevara a su reino.
Yuka Sugimoto (杉本 優香 Sugimoto Yuka?)
Voz por: Aya Ishizu
Yuka era una de las compañeras de Yōko en Japón antes de que la transportaran a Kou, junto con Yōko y Asano, siendo maltratada y molestada por sus compañeras, quienes la consideraban rara y desagradable. Disfruta de los libros de fantasía y se emociona de ser parte de una gran aventura, estando convencida de que el destino le guarda en su futuro una aventura como la de sus lecturas, donde será protagonista de un evento que revelará su grandeza.
Creyendo que Keiki se ha equivocado y que la reina es ella y no Yōko, se convierte en rival de esta; el rey de Kou se aprovechó de ello para convencerla que luche contra su compañera, a quien señaló como un ser maligno que ella estaba destinada a matar para "salvar" los doce reinos. Cuando descubre que en verdad Yōko es la elegida justa y digna, le pide que la envíe de nuevo a Japón. En las novelas solo se le menciona y no aparece ni participa en el viaje a los doce reinos.
Ikuya Asano (浅野 郁也 Asano Ikuya?)
Voz por: Yuji Ueda
Asano era otro de los compañeros de Yōko y su amigo de la infancia, que fue transportado al reino de Kou; inicialmente Yōko estaba enamorada de él y sufría ya que era el novio de Sugimoto, prefiriendo estar con ella. Asano de extravía después de una batalla entre Yuka y Yōko sin ser visto por bastante tiempo. Posteriormente se rebelaría que fue encontrado por los Shusei (actores viajeros) quienes habían cuidado antes a Yōko y eran sus amigos; Asano se sintió bien al formar parte de un grupo y eventualmente trabajó para ellos. Sin embargo, el hecho de no poder hablar el idioma trastocó su cordura.
Lo obsesiona la idea de encontrar el motivo para haber llegado allí y la diferencia que podía hacer para dar sentido a su vida en ese mundo. Lo encontraría Suzu cuando viajara con los Shuseis y la acompañaría en su viaje en busca de Yōko, a quien cree que debe rescatar de la gente que la "fuerza" a gobernar; posteriormente se une a Shoukou ya que cree que así la salvará del trono. Tras ser encarado por su amiga, intenta ayudar a la resistencia como mensajero, los hombres de Shoukou lo asesinarían y fallecería lamentando el sinsentido de su existencia, ignorando que su sacrificio inspiraría a Yōko a abolir las leyes y protocolos que señalaban al pueblo como inferiores a los nobles. En las novelas, Asano no existe, pues Yōko asiste a una escuela de señoritas.
Taiki/Kaname Takasato/Kouri
Taiki joven, voz por: Rie Kugimiya; Takasato, voz por: Kousuke Okano
Un estudiante de la escuela de Yōko, Yuka y de Asano, que es de hechoTaiki, el kirin perdido del reino de Tai. És tanto un Heina como un Koki. A diferencia del resto de Kirins, no tiene pelaje blanco y crin dorada, sino que en su forma animal es completamente negro azabache, lo que se considera un presagio de buenaventura rara vez visto en alguno de los reinos. Aparece en varias ocasiones de los volúmenes cuatro y cinco de las novelas y en otras se le hace referencias ocasionales.
Cuando la fruta desde donde nacería estaba a punto de madurar, un viento sobrenatural lo arrancó de la rama y lo llevó hasta el Japón moderno donde vivió como un niño ordinario maltratado por su familia, hasta que fue localizado y llevado al reino de Tai para que escogiera un gobernante a pesar de que aún no había aprendido a liberar su forma de kirin. Tras mucho tiempo y aspirantes finalmente señalaría un gobernante a pesar de que en un comienzo creyó que no se trataba del legítimo regente y que lo había escogido solo por el aprecio que le tenía, ignorando que estos sentimientos eran sus instintos de kirin que reaccionaban ante su rey, cosa que pudo comprender gracias a sus amigos Rokuta, Keiki y el rey Sohryu.
A pesar de ser conocido como el único kirin negro que existe y el único que ha logrado domar un Tōtetsu para hacerlo su sirviente, un día misteriosamente desaparecería sin dejar rastro ya que por alguna razón volvió a su vida en Japón sin recordar nada de lo que vivió en Tai. Debido al corte repentino del anime, la historia de Taiki nunca fue acabada y deja la situación sin resolver en la cual Rokuta todavía lo está buscando en Japón. En las novelas, con los esfuerzos combinados de los reyes y los Kirin (posiblemente por primera vez en la historia de los doce reinos), Taiki se ha recuperado y ha regresado a Tai.
Suzu
Voz por: Naomi Wakabayashi
Originaria de Hourai, específicamente el Japón de la Era Meiji; era la hija de una familia pobre de campesinos que la vendió por dinero, cuando intentó huir de esto cayó por un acantilado, fue tragada por un Shoku y arrojada al otro mundo.
Suzu aparece por primera vez en la historia cuando busca a Taiki, ella deseaba pedirle que la llevara de nuevo a Japón razonando que este simpatizaría con ella ya que también creció en Hourai, pero al acercarse a él de manera brusca su nyokai la rechaza por creerla peligrosa y es forzada a alejarse. Al no entender la lengua, pasa por muchos problemas y acaba pidiendo a una rica mujer del reino (la señorita Riyou), a quien encuentra en el camino, que la transforme en un Sennin, así tendrá la cualidad de entender el idioma, a cambio será por el resto de la vida su sirvienta. Lo que no sabe Suzu es que esta mujer es despiadada y cruel; después de estar más de cien años soportando sus maltratos, Suzu, aprovechando que es enviada a buscar la hierba Kankin del Monte Suibi, toma la decisión de escapar en busca de Yōko, la reina kaikyaku.
Según razona Suzu, todo problema que ha vivido es culpa del resto de las personas, viéndose a sí misma como una víctima incomprendida de toda circunstancia, razonando así que Yoko la comprenderá y se vengará de todos a nombre suyo por ser ambas kaikyaku.
Tras huir toma un barco a Kei y allí conoce a un niño de nombre Seishuu, quien tiene problemas de la vista, pero que ha madurado más que ella por la gran cantidad de desgracias que ha debido vivir; es quien le enseña a ser humilde y no culpar al resto de sus desgracias y quien le hace ver sus problemas en real proporción junto a la responsabilidad que a ella le toca en estos. La tragedia llega después de entrar a la ciudad de Takuhou en la prefectura de Shisui de la provincia de Wa, en Kei; el gobernador Shoukou de Shisui pisotea intencionalmente a Seishuu con su carruaje cuando el muchacho no fue capaz de moverse del lugar. La única persona que intenta ayudarlo es Yōko, quien viaja de incógnito. El asesinato de Seishuu enciende la cólera de Suzu y la conduce a unirse a un grupo revolucionario dedicado a la caída de Shoukou. Más tarde intenta asesinar a la reina de Kei, pues toda evidencia le indica que ésta permite a Shoukou actuar en impunidad. Durante la rebelión en contra de Shoukou, conoce a Yōko sin saber su verdadera identidad y entabla una fuerte amistad con ella. Tras el final de la rebelión Yōko le pide que se quede con ella en el palacio y sea una colaboradora cercana.
Shoukei
Voz por: Hōko Kuwashima
Shoukei era la princesa de Hou, hasta que el gobierno de su padre fue derrocado ya que su obsesión por tener un reino honesto lo llevó a castigar hasta la más mínima falta con la muerte ajusticiando así a casi todo el pueblo. En la consecuente rebelión ejecutan a su padre, a su madre y al Kirin de Hou delante de sus ojos, pero como ella no sabía lo que había estado haciendo su padre, es perdonada retirándole su estatus de inmortal, con la condición de que viva anónimamente como campesina. Un tiempo después es salvada de morir lapidada por los ciudadanos de la aldea, al ser su identidad descubierta. Así es enviada al reino de Kyou, pero la reina (una muchacha que finge ser hosca y altanera) la trata de manera cruel al ver lo orgullosa que es; esta vida humilde la hace odiar a Yōko ya que al volverse reina de un país mientras ella se volvió una campesina y sirvienta la hace a sus ojos una ladrona de lo que cree por derecho es suyo y decide en un momento de frustración robar pertenencias de la reina y escapar a Ryu, con el objetivo de conocer a Yōko, ganar su aprecio y después usurpar su trono. En el camino conoce a Rakushun, quien la acompaña parte de su viaje y de él aprende lo equivocada que estaba sobre la vida y así los celos que sentía por Yōko se van disipando.
En Kei presencia la crucifixión de un hombre condenado en la ciudad de Meikaku, capital de la provincia de Wa. Recordando la brutal muerte de su padre y arrepintiéndose de su desinterés por el bienestar de su reino toma valor y arroja una piedra contra los soldados, quienes comienzan a perseguirla; allí, sin ella saberlo, es salvada por la reina Yōko disfrazada.
Al ver todas las faltas de los oficiales se une a un segundo grupo de revolucionarios en Meikaku, donde irónicamente incluso se dedica por iniciativa propia a las labores domésticas y se coloca en una trayectoria similar a la de Suzu y, al igual que ella, se convierte en buena amiga de Yōko. Tras la caída de Shoukou y los demás involucrados en la conspiración rechaza la invitación de Yōko a ser su colaboradora ya que siente que debe volver a Kyou para pagar su falta con la reina, pero esta al ver que ha cambiado la perdona, bajo la excusa de su castigo por el robo la exiliada a Kei, de modo que pueda aceptar la petición de Yōko. Cuando era princesa de Hou, Shoukei, gozaba al cantar una canción sobre una muñeca, con el transcurrir de la historia ella se dará cuenta que ya no es la muñeca que solía ser.

## Anime
En el anime Tsuneo Kobayashi se encargó de la dirección (NieA 7, Gals!), la adaptación del guion corrió a manos de Shou Aikawa, el diseño de personajes corrió a cargo de Akihiro Yamada, el director de animación fue Hiroto Tanaka, quien contribuyó también con otras series y películas como: Cardcaptor Sakura: la película 2, la carta sellada o Naruto la película: ¡El rescate de la princesa de la nieve!.
El anime terminó precipitadamente en el episodio 45, aunque los planes iniciales fueron hechos para 68 episodios. La compañía que creó este anime, Studio Pierrot, decidió parar la producción hasta que otras novelas fueran lanzadas por el escritor. Hasta marzo de 2007, no hubo noticias del lanzamiento adicional. El anime coloca a Yōko en el papel del personaje principal; sin embargo, en las novelas, Yōko es solamente uno de muchos personajes principales y su historia se enfoca sólo en dos novelas.
El anime se centra en el reino de Kei y los acontecimientos que lo rodean. Varios de los otros países se introducen, los más prominentes son Kou, En y Tai, mientras que Kyou, Hou, Sai y Ryuu desempeñan un papel de menor importancia comparado a los otros tres. El resto de los países se introduce solamente por nombre y una breve descripción del emperador y del taiho actuales. El anime también introdujo los personajes Asano y Sugimoto para acompañar a Yōko a los doce reinos. Su papel es externalizar algunos de los problemas de Yōko que eran internos en las novelas.
El anime se divide en:
- Tsuki no Kage, Kage no Umi ("Sombra de la luna, mar de la sombra"), episodios 1-14.

Yōko viaja al mundo de Juuni Kokki, se convierte en mejor persona y comienza a abrazar su nuevo destino.
- Kaze no Umi, Meikyuu no Kishi ("Mar del viento, de la orilla del laberinto"), episodios 15-21.

Corta historia del Kirin negro, Taiki.
- Shokan ("Correspondencia"), episodio 22.

El relato de los acontecimientos sucedidos hasta ahora.
- Kaze no Banri, Reimei no Sora ("Mil millas del viento, del cielo del amanecer"), episodios 23-39.

La historia de Suzu, Shoukei y Yōko, y como luchan con una rebelión en la provincia de Wa de Kei. 
- Jougetsu ("Aliado de la luna"), episodio 40.

Corto cierre sobre últimos acontecimientos en el reino de Hou.
- Higashi no Wadatsumi, Nishi no Soukai ("Dios del mar del este, del mar azul del oeste"), episodios 41-45.

Una historia del pasado del emperador del En y su kirin, Enki, que suprime una rebelión.

### Banda sonora
Opening
Juuni Genmukyoku de Kunihiko Ryo.
Ending
Getsumei Fuuei de Mika Arisaka.

## Novelas
Todas escritas, en japonés, por Fuyumi Ono. Las cubiertas y la ilustración en los libros son dibujadas por Akihiro Yamada. Algunas novelas han tenido ediciones de dos volúmenes, por lo cual a veces se dice que hay más:
- Mashō no Ko (魔性の子 El niño demoníaco?) (1991) ISBN 4-10-124021-3

La historia de Taiki en Japón moderno. 
- Tsuki no Kage, Kage no Umi (月の影影の海 Sombra de la luna, el mar de las tinieblas?) (1992) ISBN 4-06-255071-7

Youko se hace la emperatriz de Kei (volúmenes 2).
- Kaze no Umi, Meikyū no Kishi (風の海迷宮の岸 Mar del viento, orilla del laberinto?) (1993) ISBN 4-06-255114-4

Taiki elige al emperador de Tai (volúmenes 2).
- Higashi no Watatsumi, Nishi no Sōkai (東の海神西の滄海 Dios del mar en el mar del este, extenso en el del oeste?) (1994) ISBN 4-06-255168-3

El emperador de En suprime una rebelión.
- Hyohaku (漂舶) (1997)

Historia corta.
- Kaze no Banri, Reimei no Sora (風の万里　黎明の空 Mil millas de viento, el cielo del amanecer?) (1994) ISBN 4-06-255175-6

Youko, Suzu y Syoukei liberan la provincia de Wa en Kei (volúmenes 2).
- Tonan no Tsubasa (図南の翼 Las alas aspiradas?) (1996) ISBN 4-06-255229-9

Shushou se hace la emperatriz de Kyou.
- Tasogare no Kishi, Akatsuki no Sora (黄昏の岸　暁の天 La orilla en crepúsculo, el cielo al amanecer?) (2001) ISBN 4-06-255546-8

Risai busca a Youko para solicitarle ayuda en la convocación Taiki (volúmenes 2).
- Kasho no Yume (華胥の幽夢 El sueño de prosperidad?) (2001) ISBN 4-06-255573-5

Varias historias cortas, puestas en Tai, Hou, Kei, Sai y Sou.
- Toei (冬栄|Esplendor de invierno)
- Jogetsu (乗月|Aliado de la luna)
- Shokan (書簡|Correspondencia)
- Kasho (華胥|El sueño de prosperidad)
- Kizan (帰山|Regreso a la montaña)

- Hisho no Tori (丕緒の鳥 Las aves de Hisho?) (2013) ISBN 978-4-10-124058-9[2]

Varias historias cortas en Kei, Ryuu y En
- Hisho no Tori (丕緒の鳥|Las aves de Hisho)
- Rakushou no Goku (落照の獄|Una cárcel de luz menguante)
- Seijou no Ran (青条の蘭|Las orquídeas azules)
- Fuushin (風信|Señales en el viento)

- Shirogane no Oka, Kuro no Tsuki (白銀の墟 玄の月 Ruinas de plata, oscuridad de la Luna?) (2019) ISBN 978-4101240626

Historia del Reino de Tai posterior a los sucesos de La orilla en el crepúsculo (volúmenes 4)

## Juegos
Konami ha lanzado en Japón dos juegos basados en la serie, ambos producido por Takashi Shimomichi. Ellos son Juuni Kokuki: Guren no Shirobe Koujin no Michi y Juuni Kokuki: Kakukakutaru Oudou Kouryoku no Uka. Ambos juegos contienen el metraje del anime y muchas imágenes fijas de los personajes son usadas durante la conversación y durante la batalla. El juego usa sprites pequeños en pantalla y sprites más grande, sumamente animados durante las batallas.
Juuni Kokuki: Guren no Shirobe Koujin fue lanzado para PlayStation 2 el 28 de agosto de 2003. Este sigue el viaje de Yōko hasta hacerse la emperatriz de Kei. Aunque clasificado como un RPG, a menudo es descrito como un juego de aventura. El juego fue vuelto a lanzar por el Best Lineup de Konami el 9 de junio del 2004. Yōko es capaz de convocar al Shirei de Keiki en la batalla así como de tener miembros adicionales.
Juuni Kokuki: Kakukakutaru Oudou Kouryoku no Uka fue lanzado para PlayStation 2 el 4 de abril de 2004 y es una continuación del primer juego, sigue los problemas de Yōko después de hacerse emperatriz de Kei. Los datos del primer juego se pueden cargar en el segundo. Este juego contiene más elementos de RPG que el primero, y las batallas de menú y equipo llegan a ser estándar. Muchas de las escenas de acontecimientos son sacadas de las novelas, pero hay también escenas hechas solamente para el juego.